# Тиляпія нільська
Тиляпія нільська (лат. Oreochromis niloticus) — вид риб родини Цихлових (лат. Cichlidae). Раніше відзначався в складі роду Тиляпія (лат. Tilapia). Походить з Африки: Єгипет, на південь до східної та центральної Африки, за захід до Гамбії. Також зустрічається в Ізраїлі. Широко використовується в аквакультурі, відзначається як вселенець у багатьох районах Світу.